# José Ignacio Uceda Leal
José Ignacio Uceda Leal, né le 21 janvier 1977 à Madrid (Espagne), est un matador espagnol.

## Présentation

### Carrière
- Débuts en novillada sans picadors : Mont-de-Marsan (France, département des Landes), le 25 juillet 1991 aux côtés de Luis Miguel Encabo et Olivier Causse. Novillos de la ganadería de los Hijos de Martínez Elizondo.
- Débuts en novillada avec picadors : Lorca (Espagne, province de Murcie), le 1er mai 1994 aux côtés de Luis Miguel Encabo et « Morita ». Novillos de la ganadería de Gutiérrez Lorenzo.
- Présentation à Madrid : en 1994, aux côtés de Víctor Puerto et José Ignacio Sánchez. Novillos de la ganadería de « El Torreón ».
- Alternative : Madrid, plaza de Las Ventas, le 3 octobre 1996. Parrain, Curro Romero ; témoin, Julio Aparicio. Taureaux de la ganadería de Joaquín Núñez del Cuvillo.
- Confirmation d’alternative à Mexico : 7 novembre 1999. Parrain, « El Zotoluco » ; témoin, Óscar San Román. Taureaux de la ganadería de Garfias.
- Confirmation d’alternative à Quito (Équateur) : 30 novembre 2004. Parrain, César Rincón ; témoin, Miguel Ángel Perera. Taureaux de la ganadería de Mirafuente.